# (1747) Райт
(1747) Райт (англ. Wright) — астероид, относящийся к группе астероидов пересекающих орбиту Марса, который был открыт 14 июля 1947 года американским астрономом Карлом Виртаненом в Ликской обсерватории близ города Сан-Хосе и назван в честь американского астрофизика Уильяма Райта, который был директором Ликской обсерватории (1935—1942). 

Орбита астероида Райт и его положение в Солнечной системе
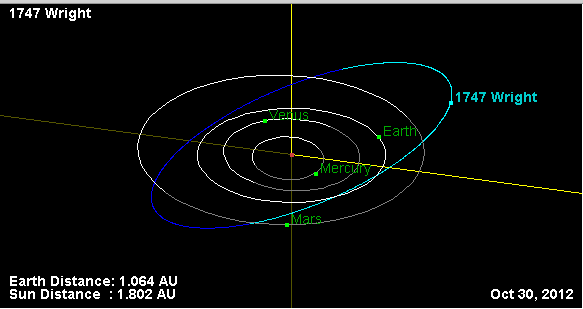
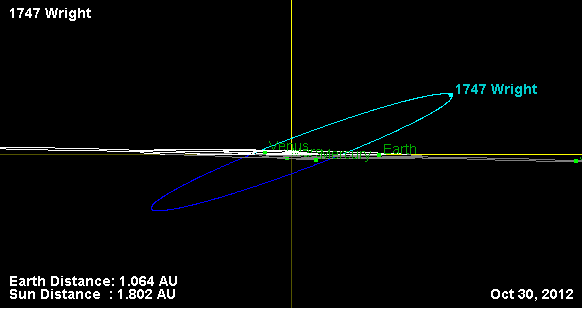
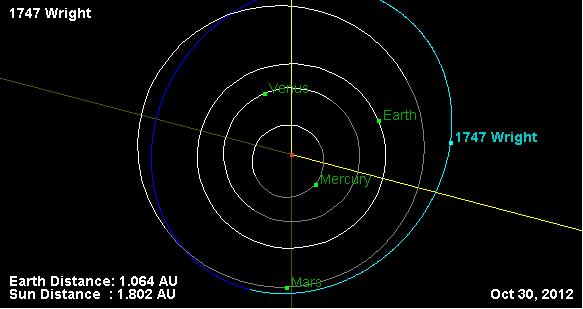